# Jukatan (półwysep)
Jukatan (hiszp. Yucatán) – półwysep w Ameryce Środkowej, oblany wodami Morza Karaibskiego i Zatoki Meksykańskiej. 
Pod względem politycznym przynależy do Meksyku, Gwatemali i Belize. Powierzchnia ok. 180 tys. km². Jukatan zbudowany jest z wapieni trzeciorzędowych, z silnie rozwiniętymi zjawiskami krasowymi. Na półwyspie, przynajmniej w części północnej i środkowej, nie ma jezior, rzek i strumieni. Źródłem słodkiej wody są wejścia do podziemnych zalanych jaskiń tworzące oczka wodne tzw. cenotes. Wybrzeże nizinne, akumulacyjne, lokalnie niewysokie klify. Prawie całą powierzchnię zajmują równiny, na południu tylko Góry Maya, z maksymalną wysokością do 1122 m n.p.m. Klimat podrównikowy wilgotny z roczną sumą opadów od 500 mm na północy do 3800 mm na południu. Średnia temperatura w styczniu 20–22 °C, w lipcu 25–29 °C. Naturalną szatę roślinną Jukatanu tworzą lasy równikowe i sawanny, a wzdłuż wybrzeża – namorzyny.
Na półwyspie odnaleziono liczne pozostałości kultury Majów – ruiny miast (np. Chichén Itzá, Tulum, Mayapán, Uxmal, Calakmul), piramidy oraz świątynie. W jednej z jaskiń leżących w meksykańskiej części półwyspu odkryto kolorowe odciski dłoni dzieci.